# Alberto da Costa e Silva
Alberto da Costa e Silva (n. 12 mai 1931, São Paulo, São Paulo, Brazilia – d. 26 noiembrie 2023, Rio de Janeiro, Rio de Janeiro, Brazilia) a fost un istoric, poet și diplomat brazilian. A câștigat Premiul Camões 2014.

## Diplomație
A fost ambasador al Braziliei în Portugalia din 1986 până în 1990, în Columbia din 1990 până în 1993 și în Paraguay din 1993 până în 1995.

## Operă

### Istorie
- A Enxada ea Lança: a Africa antes dos Portugueses
- A Manilha eo Libambo: a Africa ea Escravidão, de la 1500 la 1700
- Imagini din Africa (2013)